# Erica Mann
Erica Mann (* 23. August 1917 in Wien, Österreich-Ungarn; †  4. Juni 2007 in Kenia) war eine österreichisch-britische Architektin und Stadtplanerin. Sie war Direktorin des Women in Kibwezi-Projekts, das 1996 auf der Habitat-II-Konferenz der Vereinten Nationen ausgezeichnet wurde. 2003 wurde ihr der Titel Architect Laureate of Kenya verliehen.

## Leben und Werk
Mann wurde als Erica Schoenbaum als Tochter jüdischer Eltern in Wien geboren und wuchs in Bukarest auf. Sie studierte Architektur an der Académie des Beaux-Arts in Paris als einzige Frau in einer Klasse von 300 Studenten.  Dort lernte sie den polnischen Tierarzt Igor Mann kennen, den sie heiratete und mit dem sie drei Kinder bekam.
Ende 1940 floh sie mit ihrem Ehemann über die Donau und reiste über das Kaspische Meer in die Türkei, nach Britisch-Zypern und Palästina. Nach einem Jahr brachte sie ein britisches Schiff nach Südafrika. Danach lebten sie ein Jahr in einem von Großbritannien geführten Flüchtlingslager in Nord-Rhodesien.  1942 zogen sie nach Kenia und wurden dort 1948 britische Staatsbürger. Ihr Ehemann wurde Fleischinspektor und produzierte Corned Beef für die britische Armee in Burma und Nordafrika.
Sie wurde von der Stadtplanungsbehörde in Nairobi angestellt, um am Nairobi-Masterplan von 1948 mitzuarbeiten. Sie plante dort die ersten Wohnsiedlungen Jericho und Ofafa. 1952 zog sie mit ihrer Familie nach Nairobi und wurde die Herausgeberin von Kenias erstem Architektenmagazin Build Kenya und Plan East Africa. Sie wurde schließlich zur führenden Planungs- und Entwicklungsbeauftragte für fast alle bewohnten Bezirke von Kenia. 
Manns Hauptaufgaben lagen in der Erstellung der Feldforschung und wichtigen Entscheidungen über die Größe der Nachbarschaftseinheiten, Platzierungen von Schulen und Kirchen, Anteile am Wohnungsbestand und Zoneneinteilungsanforderungen. Sie war eine aktive Führungspersönlichkeit in der kenianischen Berufswelt und war sowohl an Plan East Africa als auch dem Nachfolger Build Kenya beteiligt. 1952 war Mann an der Masterplanungsstrategie für die Küstenprovinz beteiligt, die auch die Stadt Mombasa umfasste.
1972 gründete sie den Council for Human Ecology Kenya, mit dem sie die Initiative Women of Kibweze ins Leben rief, die darauf abzielte, die Lebensbedingungen in einer Siedlung in einem von Dürre betroffenen ländlichen Gebiet zu verbessern, indem sie Frauen einkommensschaffende Fähigkeiten wie die Bienenzucht, Ziegelei und Buchhaltung vermittelte.
Sie präsentierte die Ergebnisse ihrer Arbeit international , z. B. 1976 auf der UN-Habitat-Konferenz in Vancouver. Das Women of Kibweze-Projekt wurde auf der Habitat II-Konferenz in Istanbul als eines der 100 besten Praktiken der Welt ausgezeichnet.
Mann starb 2007 kurz vor ihrem 90. Geburtstag.
Ihre Tochter Kenny Mann veröffentlichte 2013 über das Leben ihrer Mutter und ihres Vaters den Dokumentarfilm Beautiful Tree, Severed Roots.